# Spyrídon Palauzov
Spyrídon Nikolaïevitch Palauzov est un historien russe d'origine bulgare.
Auteur de plusieurs études historiographiques sur l'histoire médiévale et moderne de la Bulgarie, de la Roumanie, de la République tchèque, de la Hongrie et de l'Empire autrichien.
Il a également participé à l'organisation de l'École Aprilovska à Gabrovo. Son grand mérite est qu'en 1852 dans l'historiographie le concept d'Âge d’or de la culture bulgare.
Membre titulaire de la Société impériale d'histoire et d'antiquités russes à Moscou (1846). Il travaille au département asiatique du ministère des Affaires étrangères à Saint-Pétersbourg et au ministère de l'Éducation (en tant que commis avec des missions spéciales). Fondateur de la direction critique dans le développement de l'historiographie de la Renaissance bulgare. Participe à l'édition et à la publication du corpus monumental de textes slaves médiévaux de Menaion compilé par le métropolite russe Macaire (métropolite de Moscou).